# مخيم ليبلي
كان مخيم ليبلي (البوسني: لوجور ليبلي) مُعسكر اعتقال أوجدهُ الصرب في الفترة ما بين 25 مايو 1992 و2 يونيو 1992 في قرية تُدعى ليبلي بالقرب من زفورنيك أثناء الحَرب البوسينية. تم إعداد المعسكر للرجال والسيدات والأطفال البوسنيين، في محاولة لتطهير المنطقة تطهيرًا عرقيًا من جميع السكان من غير الصِرب. تم تحرير معسكر اعتقال ليبلي بعد أسبوع واحد من العمل؛ ومن المعروف أنهُ المخيم الوحيد الذي يتم تحرير ضحابا البوسنة من خلال الحرب.
| معسكر اعتقال | معسكر اعتقال           |
| ------------ | ---------------------- |
| الموقع       | ليبلي، البوسنة والهرسك |
| أنشأه        | الصرب                  |
| العملية      | 25 مايو - 2 يونيو 1992 |
| السجناء      | البوسنيين              |
| عدد السجناء  | 420-460                |
| قُتل          | 27 بوسنيين             |

## نظرة عامة
في بداية الحرب البوسنية، قام الفلاحون الصرب المسلحون من قرية سناجوفو القريبة باجتياح ليبلي في 1 مايو 1992، وبحلول 25 مايو، تم تحويلها إلى معسكر اعتقال مع تحويل سكان البوسنة إلى سجناء. بين 420 و460 شخص سُجن، تعرض الرجال والنساء والأطفال للضرب والاغتصاب مرارًا وتكرارًا والقتل على أيدي الصرب. حوالي 27 سجينًا فقدوا حياتهم. نظمَ الهاربون جماعات مقاومة في مدينتي سيرسكا وكامنيكا. في ليلة 1-2 يونيو 1992، قام حوالي 300 من البوسنيين المسلحين ب 27 بندقية بتحرير معسكر الاعتقال في ليبيريا. أصبح المعسكر الوحيد مع الأسرى البوسنيين الذين تم تحريرهم في كامل حرب 1992-1995. لم تتم مقاضاة أي من المغتصبين الصرب من المخيم.